# Matthias Ouma
Matthias Ouma est un boxeur ougandais né le 3 décembre 1945 à Kampala.

## Carrière
Dans la catégorie des poids moyens, Matthias Ouma est médaillé d'argent aux Jeux africains de Brazzaville en 1965, médaillé de bronze aux  Jeux de l'Empire britannique et du Commonwealth de Kingston en 1966, puis médaillé d'or aux championnats d'Afrique de Lusaka en 1968. Aux Jeux olympiques d'été de 1968 à Mexico, il est éliminé au deuxième tour par le Soviétique Aleksey Kisselyov.
Dans la catégorie des poids mi-lourds, il est médaillé d'argent aux championnats d'Afrique de Nairobi en 1972, puis est éliminé au premier tour des Jeux olympiques d'été de 1972 à Munich par le Hongrois Imre Tóth, avant d'être médaillé d'argent aux Jeux africains de Lagos en 1973.